# SOV33
Xperia X Performance SOV33（エクスペリア エックス パフォーマンス エスオーブイ サンサン）は、ソニーモバイルコミュニケーションズによって開発された、auブランドを展開するKDDIおよび沖縄セルラー電話の第3.9世代移動通信システム（au 4G LTE/au VoLTE）、第4世代移動通信システム（au 4G LTE CA/WiMAX2+）対応スマートフォンである。

## 概要
SOV32の後継機種だが、従来の「Xperia Z」シリーズから「Xperia X」シリーズにブランド名を刷新。本機種はXperia X Performanceの日本国内ローカライズモデルで、Xperia Xシリーズの日本国内第1弾端末となる。
従来機種と比べてスタミナ面の強化が図られており、最大2日間の長寿命を実現している。
カメラ性能では新たに先読みオートフォーカスを搭載。被写体の動きを予測することによって正確に被写体をとらえ、ブレを軽減する事が可能となっている。さらに、フロントカメラは1320万画素にスペックアップ。セルフィーに最適な画質となっている。
また、デザイン面ではXperiaシリーズでは初となる金属素材を採用しており、WhiteとGraphite Blackはヘアライン加工、Lime GoldとRose Goldにはサンドブラスト加工がそれぞれ施されている。
キャッチコピーは「美しさ、もっと。使いやすさを、もっと。だから私はXperia。」。

## その他機能
※PC向けWebブラウザが標準装備されている。携帯向けサイト(EZWeb)は他のスマートフォンやPCと同じく閲覧不可。
| 主な機能・対応サービス                                                  | 主な機能・対応サービス                                                           | 主な機能・対応サービス                           | 主な機能・対応サービス             |
| ----------------------------------------------------------------------- | -------------------------------------------------------------------------------- | ------------------------------------------------ | ---------------------------------- |
| auウィジェット Webブラウザ                                              | LISMO! for Android （au 4G LTEケータイ専用版） （ハイレゾ音源対応版） LISMO WAVE | おサイフケータイ NFC おくだけ充電（Qi） 指紋認証 | ワンセグ フルセグ DLNA/DTCP-IP     |
| au one メール PCメール Gmail EZwebメール                                | デコレーションメール デコレーションアニメ                                        | Friends Note                                     | PCドキュメント                     |
| au Smart Sports Run & Walk Karada Manager ゴルフ(web版) Fitness、歩数計 | GPS 方位計                                                                       | au oneナビウォーク au one助手席ナビ              | au one ニュースEX au one GREE      |
| auベーシックホーム じぶん銀行                                           | 緊急速報メール                                                                   | Bluetooth                                        | 無線LAN機能 (Wi-Fi) auシェアリンク |
| 赤外線通信                                                              | au VoLTE （シンクコール対応） WIN HIGH SPEED au 4G LTE （3CC CA対応） WiMAX2+    | au世界サービス （旧・グローバルパスポート）      | auフェムトセル                     |
| microSD microSDHC microSDXC                                             | モーションセンサー(6軸)                                                          | 防水 防塵                                        | 簡易留守録 着信拒否設定            |

- 安心セキュリティパックはフル対応

## 歴史
- 2016年2月22日（現地時間） - スペイン・バルセロナの携帯電話展示会「Mobile World Congress 2016」にてソニーモバイルコミュニケーションズよりグローバルモデル発表。この時点で日本国内での販売も予告されていた[5]。
- 2016年5月10日 - KDDI、およびソニーモバイルコミュニケーションズジャパンより公式発表。
- 2016年6月24日 - 発売開始。

## アップデート
2016年6月30日のアップデート
ビルド番号：35.0.D.0.343
- 電池持ちの改善